# Aepycamelus
L'epicamelo (Aepycamelus), noto anche con il nome, caduto in disuso, di alticamelo (Alticamelus) è un parente estinto del cammello.

## Descrizione
L'epicamelo possedeva zampe estremamente allungate, terminanti in due dita ciascuna come gli odierni cammelli, e un lungo collo che probabilmente veniva ripiegato a S, quasi come quello dei cigni. L'altezza dell'intero animale doveva raggiungere i 3 metri. La coda era molto corta, il muso era allungato e probabilmente vi era una piccola gobba sul dorso.

## Biologia

### Comportamento
Il modo di camminare di questo animale doveva essere simile a quello dei cammelli attuali, anche se le zampe allungatissime suggeriscono che, se minacciato, l'epicamelo poteva muoversi molto velocemente. A quell'epoca, in Nordamerica, i predatori certo non mancavano, e animali come Barbourofelis e Daphoenodon potevano tendere agguati o addirittura insistere in una caccia prolungata. Il modo di correre doveva essere come quello delle odierne giraffe e cammelli, che muovono entrambe le zampe di un lato contemporaneamente, in un passo chiamato ambio.

### Alimentazione
L'epicamelo era un erbivoro che probabilmente brucava le foglie degli alberi più alti.

## Distribuzione e habitat
Questo animale viveva in Nordamerica nel Miocene medio e superiore (circa 10-6 milioni di anni fa). I suoi resti sono stati rinvenuti in Colorado.

## Tassonomia
Un animale piuttosto simile, ma più primitivo, è Oxydactylus del Miocene inferiore.
Sono state riconosciute le seguenti specie:
- Aepycamelus alexandrae
- Aepycamelus bradyi
- Aepycamelus elrodi
- Aepycamelus giraffinus
- Aepycamelus latus
- Aepycamelus major
- Aepycamelus priscus
- Aepycamelus proceras
- Aepycamelus robustus
- Aepycamelus stocki